# صنوبر كثيف الأزهار
الصنوبر الكثيف الأزهار نوع نباتي شجري من ضرب الصنوبر الحقيقي يتبع الفصيلة الصنوبرية. ينتشر في شرق آسيا من كوريا إلى الصين واليابان وجنوب شرق روسيا.

## معرض صور

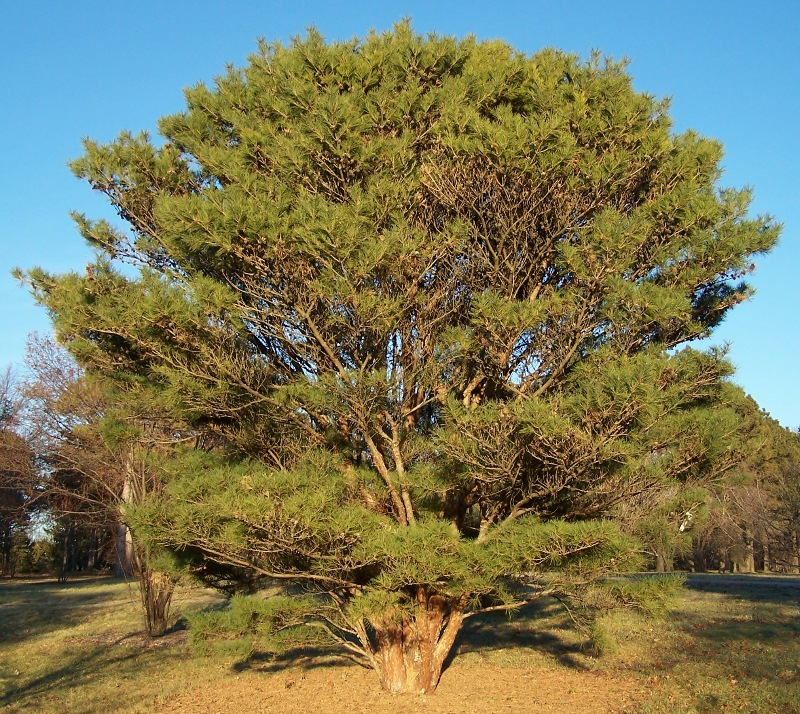
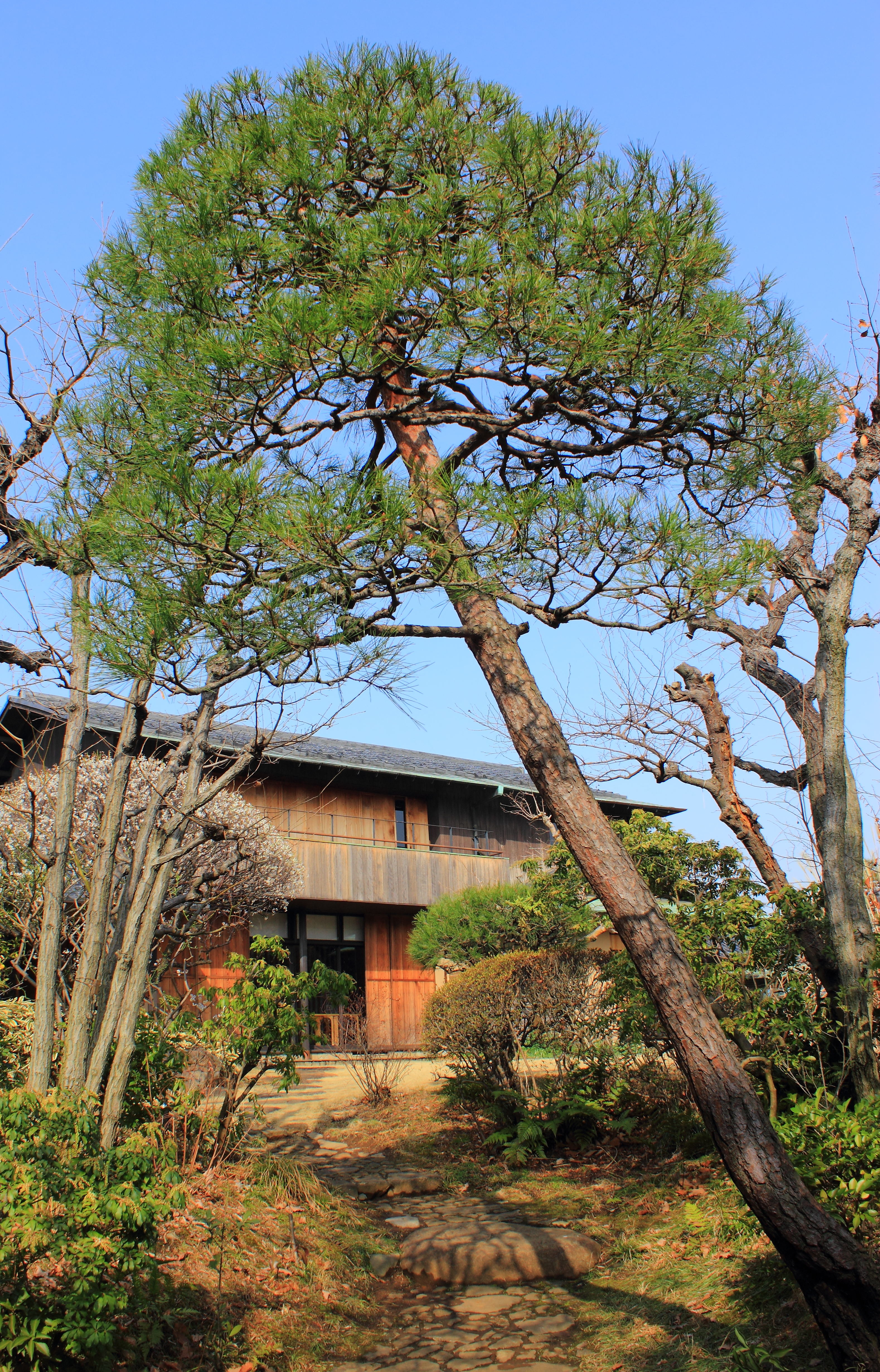
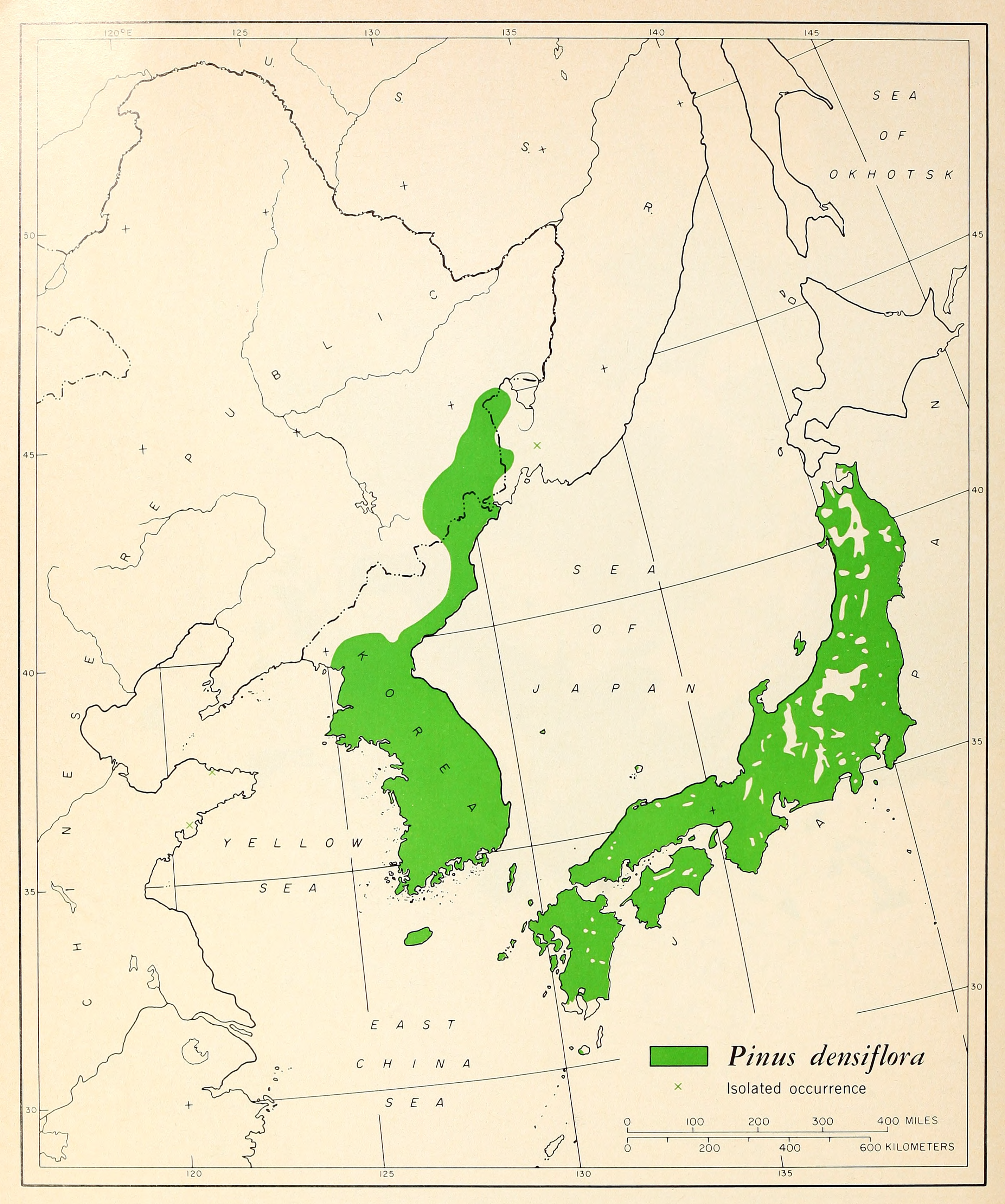
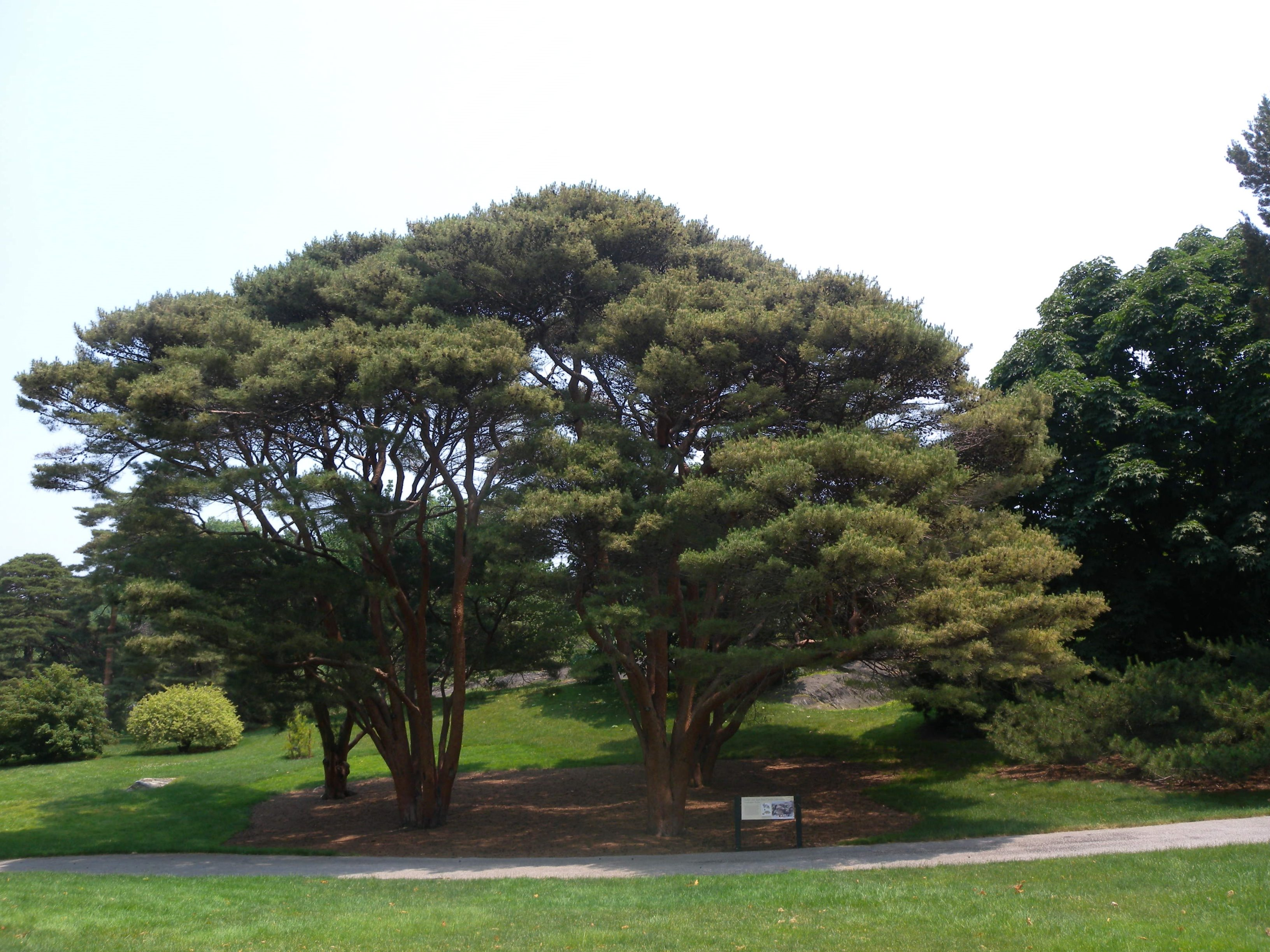